# Ashley Laurence
Ashley Laurence (Los Angeles, 28 mei 1966), is een Amerikaanse actrice.

## Biografie
Laurence begon in 1984 met acteren in de televisieserie Capitol. Hierna heeft zij nog meerdere rollen gespeeld in televisieseries en films, zij is vooral bekend van de films Hellraiser (1987), Hellbound: Hellraiser II (1988), Hellraiser III: Hell on Earth (1992) en Hellraiser: Hellseeker (2002) met haar rol als Kirsty Cotton.
Laurence is in haar vrij tijd vooral bezig met kunst, en dan vooral met schilderen en beeldhouwen.

## Filmografie

### Films
Uitgezonderd korte films.
- 2016 The Green Fairy - als Rachel
- 2008 Red – als mevr. McCormack
- 2007 Chill – als Maria
- 2006 Hollywood Dreams – als jonge vrouw in café
- 2005 Mystery Woman: Sing Me a Murder – als Francine
- 2005 Pomegranate – als vrouw in harem
- 2004 Lightning Bug – als Jenny Graves
- 2003 Gentle Ben 2: Danger on the Mountain – als Dakota
- 2002 Hellraiser: Hellseeker – als Kirsty Cotton-Gooden
- 2002 Gentle Ben – als Dakota
- 2000 Cypress Edge – als Brittany Trummel
- 1999 Warlock III: The End of Innocence – als Kris Miller
- 1998 A Murder of Crows – als Janine DeVrie
- 1997 Cupid – als Jennifer Taylor
- 1996 Livers Ain't Cheap – als Carla
- 1995 Savate – als Mary Parker
- 1995 Triplecross – als Julia Summers
- 1995 Felony – als Laura Bryant
- 1994 Stranger by Night – als Nicole Miller
- 1994 Blood Run – als Paige
- 1994 Lurking Fear – als Cathryn Farrell
- 1994 Amerikanskiy Blyuz – als Gina
- 1992 Hellraiser III: Hell on Earth – als Kirsty Cotton (cameo)
- 1992 Deuce Coupe – als Marie Vitelli
- 1992 Mikey – als Shawn Gilder
- 1990 Face the Edge – als Jane
- 1988 Hellbound: Hellraiser II – als Kirsty Cotton
- 1987 Hellraiser – als Kirsty Cotton

### Televisieseries
Uitgezonderd eenmalige gastrollen.
- 2021 - 2022 Dota: Dragon's Blood - als Aurak (stem) - 3 afl.
- 1984 – 1985 Capitol – als Brenda Clegg - ? afl.

- Bibliothèque nationale de France: cb14042075x (data)
- Catàleg d'autoritats de noms i títols de Catalunya: 981060409101406706
- International Standard Name Identifier: 0000 0001 0891 9511
- Library of Congress Control Number: no96008784
- SNAC: w6jt0mfb
- Virtual International Authority File: 42041383
- WorldCat: E39PBJmDr4YtRvpWt8bGYDWxDq